# Botswanische Fußballnationalmannschaft der Frauen
Die botswanische Fußballnationalmannschaft der Frauen (The Mares) repräsentiert Botswana im internationalen Frauenfußball. Die Mannschaft untersteht der Botswana Football Association. Die botswanische Mannschaft konnte sich erstmals für den Afrika-Cup der Frauen 2022 qualifizieren. Bei Einführung der FIFA-Weltrangliste der Frauen im Jahr 2003 lag Botswana auf dem 102. Platz, konnte diesen aber nicht halten und fiel bis auf den 154. Platz zurück, der aktuell belegt wird.

## Turnierbilanz
Botswana hatte erstmals eine Mannschaft für die Fußball-Afrikameisterschaft der Frauen 2002 gemeldet und sollte im August 2002 gegen Sambia in der Qualifikation antreten, stornierte die Teilnahme aber, nachdem die Mannschaft im April 2002 ihre ersten drei Länderspiele beim COSAFA Women’s Championship verloren hatte. Auch für die Fußball-Afrikameisterschaft der Frauen 2006 hatte Botswana gemeldet, trat aber dann wieder nicht an. Im Dezember 2007 nahm die Mannschaft erstmals an der Qualifikation zur Fußball-Afrikameisterschaft der Frauen 2008 teil, scheiterte aber in der ersten Runde an Namibia. Auch in den folgenden Qualifikationen scheiterte Botswana oder nahm wie 2018 nicht teil. Erst die Qualifikation für denn Afrika-Cup 2022 konnte Botswana erfolgreich abschließen und hat damit die Chance sich beim Afrika-Cup der Frauen 2022 für die WM 2023 zu qualifizieren.

### Weltmeisterschaft
- 1991: nicht existent
- 1995: nicht existent
- 1999: nicht existent
- 2003: zurückgezogen
- 2007: zurückgezogen
- 2011: nicht qualifiziert
- 2015: nicht qualifiziert
- 2019: nicht teilgenommen
- 2023: nicht qualifiziert
- 2027: nicht qualifiziert

### Afrikameisterschaft
| - 1991 (inoff.): nicht existent - 1995 (inoff.): nicht existent - 1998: nicht existent - 2000: nicht existent - 2002: zurückgezogen | - 2004: nicht teilgenommen - 2006: zurückgezogen - 2008: nicht qualifiziert - 2010: nicht qualifiziert - 2012: nicht qualifiziert | - 2014: nicht qualifiziert - 2016: nicht qualifiziert - 2018: nicht teilgenommen - 2022: Viertelfinale - 2025: qualifiziert - 2026: nicht qualifiziert |

### Olympische Spiele
| - 1996: nicht existent - 2000: nicht existent - 2004: nicht qualifiziert - 2008: nicht teilgenommen | - 2012: nicht qualifiziert - 2016: nicht qualifiziert - 2020: nicht qualifiziert - 2024: nicht qualifiziert |

### Afrikaspiele
- 2003: nicht eingeladen
- 2007: nicht teilgenommen
- 2011: nicht qualifiziert
- 2015: nicht qualifiziert
- 2019: nicht teilgenommen

### COSAFA Women’s Championship
- 2002: Vorrunde
- 2006: nicht teilgenommen
- 2011: Vorrunde
- 2016: Vorrunde
- 2017: Vorrunde
- 2018: Vorrunde
- 2019: 4. Platz
- 2020: 2. Platz
- 2021: Vorrunde
- 2022: Vorrunde
- 2023: Vorrunde
- 2024: Vorrunde

## Letzte/nächste Spiele
| Datum      | Ergebnis | Gegner    |   | Austragungsort | Anlass                   | Bemerkungen                                                                 |
| ---------- | -------- | --------- | - | -------------- | ------------------------ | --------------------------------------------------------------------------- |
| 18.02.2022 | 3:1      | Simbabwe  | A | Harare (ZWE)   | Afrika-Cup-Qualifikation |                                                                             |
| 23.02.2022 | 0:2      | Simbabwe  | H | Francistown    | Afrika-Cup-Qualifikation | Botswana qualifiziert sich aufgrund der Auswärtstorregel für den Afrika-Cup |
| 29.04.2022 | 0:1      | Sambia    | * | Lusaka (ZMB)   |                          |                                                                             |
| 02.05.2022 | 1:1      | Sambia    | * | Lusaka (ZMB)   |                          |                                                                             |
| 04.07.2022 | -:-      | Burundi   | * | Rabat          | Afrika-Cup-Gruppenspiel  |                                                                             |
| 07.07.2022 | -:-      | Nigeria   | * | Rabat          | Afrika-Cup-Gruppenspiel  |                                                                             |
| 10.07.2022 | -:-      | Südafrika | * | Rabat          | Afrika-Cup-Gruppenspiel  |                                                                             |

## Spiele gegen Nationalmannschaften deutschsprachiger Länder
Bisher gab es noch keine Spiele gegen Deutschland, Liechtenstein, Österreich und die Schweiz.